# Kohabitacja (socjologia)
Kohabitacja (łac. „co-, con-”, znaczy „z, wspólnie”; „habitare” – „mieszkać, przebywać”) – wspólne zamieszkanie, współmieszkanie, nieformalne „życie razem”. Tego typu związki „tworzone są przez osoby, wspólnie zamieszkujące przez dłuższy czas, prowadzące gospodarstwo domowe i utrzymujące związki seksualne”.

## Wspólne zamieszkanie
Trudno sprecyzować, co oznacza „wspólne zamieszkanie”. W opinii antropologów rezydentem jest się tylko w jednym miejscu, co potwierdza prawo administracyjne, zgodnie z którym jeden podmiot może zajmować tylko jedno miejsce zamieszkania. Tego typu rozumienie rezydencji ogranicza możliwości interpretacyjne kohabitacji, gdyż istnieją tu bardziej skomplikowane sytuacje, które wpisują się w to zjawisko, pomimo sprzeczności z powyższym rozumieniem rezydencji, np. przypadek młodych ludzi, którzy przez okres studiów mieszkają wspólnie w akademikach, czy też mieszkaniach studenckich oraz par, które w tygodniu mieszkają z rodzicami, zaś weekendy spędzają wspólnie – „pod jednym dachem”.

## Czas współmieszkania
Kohabitacja ma miejsce wtedy, gdy dwie, niezłączone związkiem małżeńskim osoby mieszkają wspólnie przez jakiś czas i utrzymują między sobą kontakty seksualne. Nie jest łatwo sprecyzować, jak długo musi trwać współmieszkanie, by można mówić o kohabitacji. Krystyna Slany stwierdza, że kohabitacja dotyczy sytuacji, w której dwie osoby dzielą mieszkanie przynajmniej przez kilka miesięcy. Można spotkać się także z opiniami, iż tego typu związek występuje, gdy dwie osoby spędzają ze sobą weekendy przez okres czterech miesięcy. Wedle opinii innych socjologów kohabitacja ma miejsce, gdy para spędza ze sobą cztery czy pięć nocy w tygodniu w ciągu trzech miesięcy lub mieszka wspólnie przynajmniej przez okres jednego miesiąca, a także wtedy, gdy współżyje ze sobą od roku.

## Formy kohabitacji
Wyróżnia się różnorodne formy kohabitacji. Zgodnie z podziałem Anny Kwak kohabitacja może „poprzedzać małżeństwo i stanowić okres przedłużonego chodzenia ze sobą, poprzedzać małżeństwo i stanowić przygotowanie do niego (…), stanowić alternatywę dla małżeństwa, stanowić formę niezamężnego życia”. Kohabitację rozumie się tutaj jako wstęp do małżeństwa lub alternatywę dla życia małżeńsko-rodzinnego, czy też życia w stanie wolnym. Anna Kwak przedstawia także podział Haskeya, według którego można wyróżnić „młodzieńczą pierwszą kohabitację, kohabitację przedmałżeńską, pozamałżeńską i kohabitację ponowną”. Wprowadza się także podział kohabitacji ze względu na okres jej trwania. Choć niektórzy autorzy wskazują, że kohabitacja z reguły charakteryzuje się pewnym „fenomenem nietrwałości”, można spotkać się z podziałem na kohabitację: tymczasową (ang. provisional cohabitation) i długoterminową (ang. long-term cohabitation). Pierwsza jest efektem tolerancji relacji opartej na współżyciu seksualnym i uczuciowości, druga zaś tyczy się osób, które oczekują trwałego związku.
Daniel Jabłoński i Lech Ostasz wprowadzają również podział kohabitacji ze względu na jej stosunek do życia rodzinnego i małżeńskiego. Rozróżniają oni: „kohabitację niezależną w sobie, przedmałżeńską i kohabitację rodzinną”, która występuje w przypadku, gdy pojawiają się dzieci. Wspomniani autorzy wprowadzają także rozróżnienie na kohabitację młodych i kohabitację ludzi dorosłych.

## Kohabitacja typu LAT
O kohabitacji mówi się także w sytuacji, gdy para w ogóle nie mieszka razem. Jest to tzw. kohabitacja typu LAT (Living Apart Together). Występuje ona wtedy, gdy dwie osoby pozostają w intymnym związku, mieszkając osobno. Osoby te świadomie decydują się na wybranie związku bez wspólnego zamieszkania. Związki te bywają określane mianem „dochodzącego konkubinatu”. Najczęściej kohabitacja bez wspólnego zamieszkania przechodzi w kohabitację, która łączy się ze wspólnym zamieszkiwaniem lub też ulega rozpadowi.

## Kohabitacja a konkubinat
Pojęcie kohabitacji bywa stosowane zamiennie z terminem „konkubinat”, jednak określenia te różnią się między sobą, na co wydaje się wskazywać etymologia tychże wyrazów. Termin konkubinat pochodzi od łacińskiego concubinatus („co-, con-” znaczy „wspólnie”, zaś „cubare” znaczy „leżeć”). Łac. „concubina” to w języku polskim „kochanka, nałożnica”, a łac. concubitus znaczy „leżenie razem, spółkowanie”. Konkubinat ma miejsce, gdy osoby „żyją ze sobą bez zawarcia związku ustawowego. Dzielą łoże i najczęściej prowadzą wspólny dom”. Pojęcie kohabitacji i konkubinatu może dotyczyć dwóch różnych sytuacji. Kohabitacja jest pojęciem o szerszym zakresie. Nie zawsze jest ona konkubinatem, zaś konkubinat stanowi jeden z jej podzbiorów.